# Norman Park
Norman Park è un comune degli Stati Uniti d'America, situato nello Stato della Georgia, nella Contea di Colquitt.